# Frank Bergemann
Frank Bergemann (* 20. April 1956) ist ein deutscher Handballtrainer.

## Leben
Bergemann trainierte die Vereine HG Erlangen und CSG Erlangen, bevor er im Jahr 2000 nach Österreich zu Alpla HC Hard wechselte. 2003 gewann er mit Hard die Österreichische Meisterschaft und wurde zum Trainer des Jahres gewählt. Von 2007 bis zu seiner Entlassung im März 2015 trainierte er den HC Erlangen, mit dem er 2008 in die zweite und 2014 in die erste Bundesliga aufstieg. Im Januar 2016 übernahm er für den Rest der Saison das Traineramt vom Bundesligisten HBW Balingen-Weilstetten. Nach der abgelaufenen Saison wurde Bergemanns Vertrag nicht verlängert. Von Februar 2018 bis Dezember 2021 trainierte er den österreichischen Verein Handball Tirol.
Hauptberuflich war Bergemann Sportlehrer am Albert-Schweitzer-Gymnasium in Erlangen sowie an der Realschule am Europakanal in Erlangen. 2023 ging er in Rente.